# Maladera imbella
Maladera imbella är en skalbaggsart som beskrevs av Edmund Reitter 1898. Maladera imbella ingår i släktet Maladera och familjen Melolonthidae. Inga underarter finns listade i Catalogue of Life.